# HTC Dream
HTC Dream è uno smartphone prodotto dalla compagnia HTC, e progettato insieme a Google.
Questo smartphone è uscito per la prima volta negli Stati Uniti il 22 ottobre 2008 con il nome di T-Mobile G1. È stato il primo telefono commerciale a montare il sistema operativo Google Android. Ad aprile 2009 HTC ha dichiarato di averne venduto oltre 1 milione di unità.

## Caratteristiche
L'HTC Dream utilizza il sistema operativo Android (v1.0, e successivamente aggiornato fino ad Android 1.6 Donut), dotato di schermo touch screen da 3,2 pollici con risoluzione HVGA (320×480 pixel), una fotocamera da 3,2 megapixel con messa a fuoco automatica, bluetooth e una memoria interna di circa 200 MB espandibile con microSD fino a 8 GB.
Inoltre visto che Google è il principale sviluppatore di Android, al suo interno ha già preinstallati diversi programmi di Google (ad es. Gmail, Calendar, YouTube, Google Maps, Google Talk e altri).
Il cellulare gode di un'autonomia di 5 ore di chiamate e di 130 ore in standby.

## Connettività
Htc Dream supporta le connessioni: HSDPA, WCDMA, GSM, GPRS, EDGE, Bluetooth 2.0 con EDR, Wi-Fi (IEEE 802.11 b/g).